# Palatia jazz
Palatia jazz is een jaarlijks terugkerend jazzfestival in Palts in Duitsland. De concerten worden gegeven in de periode mei tot (eind) augustus op historische plaatsen in de streek. Het werd voor de eerste keer georganiseerd in 1997 en trekt inmiddels jaarlijks meer dan 10.000 bezoekers. Het aantal concerten ligt tussen de dertien en achttien.
Musici die er hebben opgetreden zijn David Sanborn, Klaus Doldinger, Nils Landgren, Al Di Meola, Jazzkantine, Barbara Hendricks, Nigel Kennedy, Chick Corea, Joachim Kühn en Branford Marsalis.